# Odaenathus
Septimius Odaenathus, avagy Odenathus (200. – 267), Palmürai királyság alapítója és első királya. Palmürai arisztokrata család sarjaként, Severus  dinasztia idején kapott római állampolgárságot.

## Pályafutása
Miután Valerianus római császár vesztett az emesszai ütközetben Shapur (magyarul: I. Dárajavaus) által vezetett Szászánida Birodalom hadseregétől és fogságába került, Odaenathus a Róma birodalomhoz hűséges maradt. Ugyanakkor, magát királlyá kiáltva ki, kiűzte a perzsa csapatokat a római birodalom területéről. Történészek a nevéhez fűzik Mezopotámia és a mai Örményország területeinek visszafoglalását.
Odaenathus és fia, Herodes, 267-ben esetek merénylet áldozatául, miközben a király a római területre betörő gótok elleni hadjáratot tervezte. Halála után felesége, Zénobia követte a trónon, aki a Palmürai királyságot függetlenítette a birodalomtól.